# Campeonato Sul-Americano de Atletismo Júnior de 1993
O Campeonato Sul-Americano de Atletismo Júnior de 1993 foi a 25ª edição da competição de atletismo organizada pela CONSUDATLE para atletas com menos de vinte anos, classificados como júnior ou sub-20. O evento foi realizado em Puerto La Cruz, na Venezuela, entre 18 e 20 de junho de 1993. Contou com cerca de 205 atletas de onze nacionalidades distribuídos em 41 eventos.

## Medalhistas
Esses foram os resultados do campeonato.

### Masculino
| Evento                      | Ouro                    | Ouro    | Prata                     | Prata   | Bronze                  | Bronze  |
| --------------------------- | ----------------------- | ------- | ------------------------- | ------- | ----------------------- | ------- |
| 100 metros                  | Alfredo Richards (PAN)  | 10.3    | Pablo Almeida (CHI)       | 10.4    | Slym Guzmán (VEN)       | 10.5    |
| 200 metros                  | Jair Moreira (BRA)      | 21.59   | Douglas Figueroa (VEN)    | 21.63   | Alfredo Richards (PAN)  | 21.68   |
| 400 metros                  | Sanderlei Parrela (BRA) | 47.86   | Víctor Hugo Goulart (BRA) | 48.85   | Jonathan Gómez (COL)    | 48.88   |
| 800 metros                  | Mark Olivo (VEN)        | 1:53.7  | Silvio Xavier (BRA)       | 1:54.6  | Gerardo Berón (ARG)     | 1:55.0  |
| 1 500 metros                | Mariano Tarilo (ARG)    | 3:51.45 | Hudson Lemos (BRA)        | 3:55.15 | Mark Olivo (VEN)        | 3:55.94 |
| 5 000 metros                | Elías Bastos (BRA)      | 14:51.2 | Fábio Viscola (BRA)       | 14:51.4 | Jorge Chávez (PER)      | 15:00.6 |
| 10 000 metros               | Elías Bastos (BRA)      | 31:29.9 | Fábio Viscola (BRA)       | 31:32.2 | Horacio Ferreyra (ARG)  | 31:37.0 |
| 10 km marcha atlética       | Jefferson Pérez (ECU)   | 42:24.2 | Reinaldo Rosario (VEN)    | 44:37.3 | João Sendeski (BRA)     | 45:43.0 |
| 3 000 metros com obstáculos | Diego Grisales (COL)    | 9:00.6  | Marcelo Silva (BRA)       | 9:07.0  | Mariano Tarilo (ARG)    | 9:19.4  |
| 110 metros barreiras        | Emerson Perín (BRA)     | 14.66   | Gabriel Corradini (ARG)   | 15.03   | Alejandro Briceño (VEN) | 15.25   |
| 400 metros barreiras        | Emerson da Silva (BRA)  | 53.23   | Alejandro Hidalgo (VEN)   | 53.63   | Juan Mago (VEN)         | 53.69   |
| 4×100 metros estafetas      | Brasil                  | 41.2    | Venezuela                 | 41.4    | Chile                   | 41.6    |
| 4×400 metros estafetas      | Brasil                  | 3:17.18 | Venezuela                 | 3:17.26 | Colômbia                | 3:18.93 |
| Salto em altura             | Paulo Ruimar (BRA)      | 2.14    | Wilfredo Carias (VEN)     | 2.04    | Felipe Apablaza (CHI)   | 2.04    |
| Salto com vara              | Ricardo Diez (VEN)      | 4.70    | Johnny Romero (VEN)       | 4.20    | Santiago Vázquez (ARG)  | 4.00    |
| Salto em comprimento        | Sérgio dos Santos (BRA) | 7.19    | Gastón González (VEN)     | 6.86    | Antonio Bruznal (VEN)   | 6.84    |
| Salto triplo                | Sérgio dos Santos (BRA) | 15.26   | Juan Hernández (URU)      | 14.22   | Juan Moya (VEN)         | 13.95   |
| Arremesso de peso           | Mauro Ordiales (ARG)    | 15.47   | Gerardo Maurer (CHI)      | 15.09   | Hugo Scévola (ARG)      | 14.58   |
| Lançamento de disco         | Julio Piñero (ARG)      | 52.52   | Mauro Ordiales (ARG)      | 44.80   | Juan Tello (PER)        | 44.42   |
| Lançamento do martelo       | Juan Cerra (ARG)        | 58.02   | Rodolfo García (VEN)      | 55.80   | Javier Álvarez (ARG)    | 54.14   |
| Lançamento do dardo         | José Oliveira (BRA)     | 61.60   | Julio Piñero (ARG)        | 58.18   | Diego Moraga (CHI)      | 57.18   |
| Decatlo                     | Márcio de Souza (BRA)   | 6613    | José Oliveira (BRA)       | 6454    | Jeremy Racey (CHI)      | 6110    |

### Feminino
| Evento                 | Ouro                      | Ouro    | Prata                       | Prata   | Bronze                  | Bronze  |
| ---------------------- | ------------------------- | ------- | --------------------------- | ------- | ----------------------- | ------- |
| 100 metros             | Helena Guerrero (COL)     | 11.8    | Lucimar de Moura (BRA)      | 11.8    | Ana Caicedo (ECU)       | 12.0    |
| 200 metros             | Lucimar de Moura (BRA)    | 24.58   | Helena Guerrero (COL)       | 24.80   | Lisette Rondón (CHI)    | 25.08   |
| 400 metros             | Kelly de Oliveira (BRA)   | 55.88   | Marcela Barros (CHI)        | 56.41   | Maricel Palmieri (ARG)  | 56.57   |
| 800 metros             | Janeth Caizalitín (ECU)   | 2:09.4  | Clara Morales (CHI)         | 2:14.6  | Shirley Ferreira (BRA)  | 2:16.6  |
| 1 500 metros           | Janeth Caizalitín (ECU)   | 4:37.99 | Clara Morales (CHI)         | 4:42.90 | Karina Moncayo (ECU)    | 4:45.20 |
| 3 000 metros           | Janeth Caizalitín (ECU)   | 9:53.6  | Sandra Torres Álvarez (ARG) | 10:04.9 | María Elena Calle (ECU) | 10:05.0 |
| 10 000 metros          | Vivian Aguiar (BRA)       | 37:23.9 | Bertha Vera (ECU)           | 37:58.7 | María Elena Calle (ECU) | 38:36.8 |
| 5 km marcha atlética   | Bertha Vera (ECU)         | 23:07.5 | Nohora Paque (COL)          | 25:44.9 | Ivana Henn (BRA)        | 26:27.0 |
| 100 metros barreiras   | Marília de Souza (BRA)    | 13.72   | Gilda Massa (PER)           | 13.72   | Samantha de Souza (BRA) | 14.82   |
| 400 metros barreiras   | Kelly de Oliveira (BRA)   | 61.16   | Maricel Palmieri (ARG)      | 62.34   | Jetzahen Romero (VEN)   | 65.29   |
| 4×100 metros estafetas | Chile                     | 47.9    | Colômbia                    | 48.1    | Brasil                  | 48.1    |
| 4×400 metros estafetas | Brasil                    | 3:48.9  | Chile                       | 3:51.0  | Colômbia                | 3:56.4  |
| Salto em altura        | Solange Witteveen (ARG)   | 1.75    | Claudia Casals (ARG)        | 1.72    | Luciane Dambacher (BRA) | 1.72    |
| Salto em comprimento   | Helena Guerrero (COL)     | 5.97    | Gilda Massa (PER)           | 5.93    | Ana Caicedo (ECU)       | 5.70    |
| Salto triplo           | Gilda Massa (PER)         | 12.03   | Neleyana Silva (BRA)        | 11.72   | Felipa Palacios (COL)   | 11.72   |
| Arremesso de peso      | Margit Wahlbrink (BRA)    | 12.82   | Clara Palacios (COL)        | 12.21   | Nefertity Zurita (VEN)  | 12.13   |
| Lançamento de disco    | María Eugenia Giggi (ARG) | 44.66   | Clara Palacios (COL)        | 41.16   | Marisol Bengoa (CHI)    | 40.66   |
| Lançamento do dardo    | Sabina Moya (COL)         | 47.74   | Clara Vargas (CHI)          | 47.02   | Zuleima Araméndiz (COL) | 46.46   |
| Heptatlo               | Claudia Casals (ARG)      | 4590    | Kátia da Silva (BRA)        | 4574    | Minerva Navarrete (CHI) | 4198    |

## Quadro de medalhas (não oficial)
| Ordem | País      | Medalha de ouro | Medalha de prata | Medalha de bronze | Total |
| ----- | --------- | --------------- | ---------------- | ----------------- | ----- |
| 1     | Brasil    | 20              | 10               | 6                 | 36    |
| 2     | Argentina | 7               | 6                | 7                 | 20    |
| 3     | Equador   | 5               | 1                | 5                 | 11    |
| 4     | Colômbia  | 4               | 5                | 5                 | 14    |
| 5     | Venezuela | 2               | 9                | 8                 | 19    |
| 6     | Chile     | 1               | 7                | 7                 | 15    |
| 7     | Peru      | 1               | 2                | 2                 | 5     |
| 8     | Panamá    | 1               | 0                | 1                 | 2     |
| 9     | Uruguai   | 0               | 1                | 0                 | 1     |

## Participantes (não oficial)
Uma contagem não oficial produziu o número de 205 atletas de onze países: 
| - Argentina (20) - Bolívia (3) - Brasil (37) - Chile (31) - Colômbia (19) - Equador (21) | - Guiana (1) - Panamá (2) - Peru (6) - Uruguai (6) - Venezuela (59) |